# Brian Brown
Pour les articles homonymes, voir Brown.
Brian Brown, né le 24 décembre 1992, est un footballeur international jamaïcain. Il joue au poste d'attaquant.

## Biographie
Brian Brown est transféré de Montego Bay United à Harbour View pendant la saison 2012-2013.
Le 7 juillet 2014, Brown est prêté au Union de Philadelphie pour le reste de la saison de MLS. 

## Palmarès
- Meilleur buteur (Golden boot) de National Premier League en 2013-2014 (18 buts)